# Krajnčica
Krajnčica je naselje u slovenskoj Općini Šentjuru. Krajnčica se nalazi u pokrajini Štajerskoj i statističkoj regiji Savinjskoj. 

## Stanovništvo
Prema popisu stanovništva iz 2002. godine naselje je imalo 211 stanovnika.